# Can Noguer (Tavertet)
|  | No s'ha de confondre amb el Noguer (Tavertet). |

Can Noguer és una antiga masia reconvertida en restaurant al nucli de Tavertet (Osona) inclosa a l'Inventari del Patrimoni Arquitectònic de Catalunya.

## Arquitectura
La teulada és a dues vessants amb el carener paral·lel a la façana, que està orientada a migdia. El portal és rectangular i està flanquejat per dues finestres, al primer pis hi ha dues finestres més; una d'aquestes té inscrita la data "1721". Davant d'aquesta façana hi ha l'antic barri amb un portal que hi dona accés. A la part de ponent hi ha una escala exterior, que flanqueja el mur i dona a una galeria sostinguda per pilars de pedra i protegida per baranes de fusta, al segon pis hi ha una altra de la mateixa estructura, però completament de fusta. A tramuntana hi ha diverses obertures, una de les quals ha estat tapiada. A llevant s'obren dues finestres a nivell de terra, una amb la llinda datada (1776) i l'altre té formes animals i vegetals incises a la llinda i la inscripció "AVDALT CANOVELLAS" amb una creu al centre; hi ha tres finestres més al primer pis, i quatre al segon, una d'elles molt menuda. Els ràfecs de la teulada, que és a dues vessants, són decorats amb doble filera de teules.

## Història
Possiblement el nom Noguer vagi lligat al seu homònim d'una masia del mateix terme, prop de la riera de Balà, que pertany a l'antic terme i quadra del Castell de Sorerols, de la qual es té notícies pels fogatges de 1553. És possible que alguns fadristerns d'aquella masia, la qual tenia moltes masoveries, s'instal·lés dins el nucli de Tavertet.
Segons les dades constructives, la casa fou construïda, o ampliada, al segle xviii com la majoria de les del terme.